# Liste des vice-présidents du Soudan
Le vice-président de la République du Soudan est le deuxième poste politique le plus élevé au Soudan. Actuellement, deux vice-présidents sont nommés par le président soudanais. Historiquement, le premier ou le deuxième vice-président était originaire du Soudan du Sud. Depuis 2011 et l'indépendance du Soudan du Sud, le deuxième vice-président est originaire du Darfour.

## Premiers vice-présidents
| Début mandat      | Fin mandat      | Nom                            | Fonctions | Remarques                              |
| ----------------- | --------------- | ------------------------------ | --- | -------------------------------------- |
| 1969              | 1971            | Babiker Awadalla               | Vice-président du Conseil national du commandement révolutionnaire (en) |                                        |
| 1971              | 1972            | Abel Alier (en)                | Vice-président de la République démocratique (en) | Originaire du Soudan du Sud            |
| 1972              | 1976            | Mohammed el-Baghir Ahmed       | Premier vice-président de la République démocratique |                                        |
| 1976              | 1979            | Abou al-Gassem Mohammed Hachim | Premier vice-président de la République démocratique |                                        |
| 1979              | 1982            | Abdul Majid Hamid Khalil (ar)  | Premier vice-président de la République démocratique |                                        |
| 1982              | 1985            | Omar Mohammed el-Tayeb (ar)    | Premier vice-président de la République démocratique |                                        |
| 1985              | 1986            | Taj el-Din Abdallah Fadl       | Vice-président du Conseil militaire de transition |                                        |
| 1986              | 1989            | Abdelrahmane Sayyid            | Vice-président du Conseil suprême |                                        |
| Juin 1989         | 12 février 1998 | Zubeir Mohammed Saleh (en)     | Vice-président du Conseil du commandement révolutionnaire pour le salut national (1989-1993) Vice-président de la République (1993-1994) Premier vice-président de la République (1994-1998) |                                        |
| 12 février 1998   | 9 juillet 2005  | Ali Osmane Taha                | Premier vice-président de la République |                                        |
| 9 juillet 2005    | 30 juillet 2005 | John Garang                    | Premier vice-président de la République | Originaire du Soudan du Sud            |
| 30 juillet 2005   | 9 juillet 2011  | Salva Kiir                     | Premier vice-président de la République | Originaire du Soudan du Sud            |
| 13 septembre 2011 | 6 décembre 2013 | Ali Osmane Taha                | Premier vice-président de la République |                                        |
| 6 décembre 2013   | 24 février 2019 | Bakri Hassan Saleh             | Premier vice-président de la République | également Premier ministre (2017-2018) |
| 24 février 2019   | 11 avril 2019   | Ahmed Awad Ibn Auf             | Premier vice-président de la République |                                        |
| 11 avril 2019     | 12 avril 2019   | Kamal Abdel-Marouf al-Mahi     | Vice-président du Conseil militaire de transition |                                        |
| 12 avril 2019     |                 | Mohamed Hamdan Dogolo          | Vice-président du Conseil militaire de transition (2019) Vice-président du Conseil de souveraineté (2019-2021) Vice-président du Conseil de souveraineté de transition (2021-)               |                                        |

## Deuxièmes vice-présidents
| Début mandat      | Fin mandat        | Nom                               | Fonctions                                                               | Remarques                                                                           |
| ----------------- | ----------------- | --------------------------------- | ----------------------------------------------------------------------- | ----------------------------------------------------------------------------------- |
| mai 1969          | 1971              | Khalid Hassan Abbas (en)          | Vice-président du Conseil national du commandement révolutionnaire (en) |                                                                                     |
| 1972              | 1982              | Abel Alier (en)                   | Deuxième vice-président de la République démocratique (en)              | Originaire du Soudan du Sud                                                         |
| 1982              | avril 1985        | Joseph Lagu (en)                  | Deuxième vice-président de la République démocratique                   | Originaire du Soudan du Sud                                                         |
| février 1994      | octobre 2000      | George Kongor Arop (en)           | Deuxième vice-président de la République                                | Originaire du Soudan du Sud                                                         |
| février 2001      | janvier 2005      | Moses Kacoul Machar (en)          | Deuxième vice-président de la République                                | Originaire du Soudan du Sud                                                         |
| 9 juillet 2005    | 13 septembre 2011 | Ali Osman Taha                    | Deuxième vice-président de la République                                |                                                                                     |
| 13 septembre 2011 | 7 décembre 2013   | Al-Haj Adam Youssef (en)          | Deuxième vice-président de la République                                | Poste réservé à un membre du Parti du Congrès national (NCP). Originaire du Darfour |
| 7 décembre 2013   | 10 septembre 2018 | Hassabou Mohamed Abdelrahman (en) | Deuxième vice-président de la République                                | Originaire du Darfour                                                               |
| 10 septembre 2018 | 11 avril 2019     | Osman Kebir (en)                  | Deuxième vice-président de la République                                | Poste supprimé en 2019. Originaire du Darfour                                       |

## Troisièmes vice-présidents
| Début mandat | Fin mandat        | Nom                         | Fonctions                                                   | Remarques                  |
| ------------ | ----------------- | --------------------------- | ----------------------------------------------------------- | -------------------------- |
| 11 août 1976 | 10 septembre 1977 | Rachid Bakr (en)            | Troisième vice-président de la République démocratique (en) | également Premier ministre |
| 1981         | 1982              | Omar Mohammed el-Tayeb (ar) | Troisième vice-président de la République démocratique      |                            |